# Prieuré du Villars
Le prieuré du Villars est un ancien prieuré situé sur le territoire de la commune du Villars dans le département français de Saône-et-Loire et la région Bourgogne-Franche-Comté.

## Historique
En 2020, ainsi que 126 autres lieux répartis sur le territoire du Pôle d'équilibre territorial et rural (PETR) Mâconnais Sud Bourgogne, l'église priorale a intégré les « Chemins du roman en Mâconnais Sud Bourgogne » et bénéficié de la pose d'une signalétique spécifique.

## Protection
Le prieuré fait l'objet d'un classement au titre des monuments historiques depuis le 27 octobre 1941.

## Description
Ancien prieuré tournusien, l’église a la particularité unique en Bourgogne d’avoir un seul toit couvrant deux nefs accolées : 
- la nef nord avec voûte en berceau brisé est celle de l’église paroissiale ;
- l’autre, avec voûte en berceau en plein cintre, est celle de l’église conventuelle des Bénédictines établies là dès le XIIe siècle.

La construction originelle du XIe siècle au nord était de petites dimensions. Le chœur comporte une seule travée voûtée d'arêtes prolongée par une abside centrale en hémicycle et deux absidioles. Le clocher carré élevé sur l'absidiole sud est décoré à l'extérieur d'arcatures et de bandes lombardes.

## Mobilier
Les deux principales statues sont visibles dans l'église sont saint Nicolas et sainte Catherine, en bois polychrome doré (XVIIe siècle), qui ont été restaurées par l'Association des amis du Villars. On peut encore citer : 
- en pierre (XVIe siècle) : Vierge et Enfant-Jésus tenant la terre, sainte Marie-Madeleine en larmes serrant la croix (à ses pieds le vase de parfum qu'elle a versé sur les pieds du Christ) ;
- en bois polychrome : saint Jean-Baptiste vêtu d'une peau de mouton montrant l'agneau représentant le Christ Sauveur, sainte Marie-Madeleine tenant un vase de parfum.

Est aussi visible une Vierge couronnée écrasant le serpent.

## Culte
Édifice consacré du diocèse d'Autun relevant de la paroisse Saint-Philibert-en-Tournugeois (siège à Tournus) – qui en est affectataire au titre de la loi de 1905 –, l'ancienne église prieurale du Villars est, plusieurs siècles après sa construction, un lieu de culte catholique.